# Вулька-Кшиковська
Вулька-Кшиковська (пол. Wólka Krzykowska) — село в Польщі, у гміні Уязд Томашовського повіту Лодзинського воєводства.
Населення — 144 особи (2011).
У 1975-1998 роках село належало до Пйотрковського воєводства.

## Демографія
Демографічна структура станом на 31 березня 2011 року:
|          | Загалом | Допрацездатний вік | Працездатний вік | Постпрацездатний вік |
| -------- | ------- | ------------------ | ---------------- | -------------------- |
| Чоловіки | 77      | 20                 | 47               | 10                   |
| Жінки    | 67      | 12                 | 38               | 17                   |
| Разом    | 144     | 32                 | 85               | 27                   |